# Partei der Authentizität und Modernität
Die Partei der Authentizität und Modernität (arabisch حزب الأصالة والمعاصرة, DMG Ḥizb al-Aṣāla wa-l-Muʿāṣira; Zentralatlas-Tamazight ⴰⵎⵓⵍⵍⵉ ⵏ ⵜⵣⵖⵕⵜ ⴷ ⵜⵎⴰⵜⵔⴰⵔⵜ Amulli n Tzɣṛt d Tmatrart; französisch Parti Authenticité et Modernité, Kürzel PAM) ist eine marokkanische politische Partei, die vom einstigen Innenminister Fouad Ali El Himma am 10. August 2008 gegründet wurde. Ali El Himma gilt als enger Vertrauter von König Mohammed VI. und die PAM wird als Partei der Monarchie wahrgenommen.

## Gründung
Vorläufer der Partei waren der Block der Authentizität und Modernität im Parlament, der nach den Parlamentswahlen 2007 gebildet worden war, sowie eine von El Himma begründete Denkfabrik mit dem Namen „Bewegung aller Demokraten“ (Mouvement de Tous les Démocrats, MTD). Eine Reihe kleinerer Parteien fusionierte mit der Partei der Authentizität und Modernität: al-Ahd, die Nationaldemokratische Partei (PND), die Allianz der Freiheiten, die Umwelt- und Entwicklungspartei und die Bürgerinitiative für Entwicklung. Hauptziel der Organisation war, dem Aufstieg der islamistischen Partei für Gerechtigkeit und Entwicklung (PJD) etwas entgegenzusetzen. Die PAM präsentierte sich als reformorientiert und modernistisch, ihr fehlte jedoch ein klares politisches Programm. Sie versuchte, sich zwischen der Istiqlal-geführten Regierung und der oppositionellen PJD zu positionieren. Aufgrund der Unklarheit über die politische Ausrichtung und Strategie der Partei verließen al-Ahd und PND die PAM bald nach ihrem Beitritt wieder.
Als vom Königshaus favorisierte Partei, die sich für die Erhaltung der führenden Rolle des Monarchen einsetzt, kann die PAM in einer Reihe mit früheren vom Palast protegierten Parteiprojekten gesehen werden. Vor ihr waren dies die Front für die Verteidigung der konstitutionellen Institutionen (FDIC) in den 1960er-, die Nationale Sammlung der Unabhängigen in den 1970er- und die Verfassungsunion in den 1980er-Jahren. Obwohl El Himma faktischer Parteichef ist, hat er kein offizielles Amt in ihrer Führung übernommen.

## Entwicklung seit 2009
Am 22. Februar 2009 wurde Mohamed Cheikh Biadillah zum ersten Generalsekretär gewählt.
Bei den Kommunalwahlen 2009 wurde die Partei der Authentizität und Modernität stärkste Kraft und verdrängte die regierende Istiqlal-Partei auf den zweiten Platz. Durch das Überlaufen von Abgeordneten anderer Parteien wurde die PAM eine der stärksten Gruppen im Parlament. Ab Oktober 2009 stellte sie den Präsidenten des Oberhauses.
Im Vorfeld der Parlamentswahl in Marokko 2011 gründete die PAM ein Bündnis mit sieben weiteren Parteien unterschiedlichster politischer Ausrichtung. Es nannte sich „Allianz für Demokratie“ (im Volksmund auch „G8“). Sie gewann 11,1 % der Stimmen und 47 Abgeordnete, während die islamistische PJD als Wahlsiegerin hervorging. Die PAM erklärte daraufhin, in die Opposition zu gehen.
Nach der turnusgemäßen Wahl von Ilyas El Omari zum Generalsekretär der PAM Anfang 2016 konnte die Partei bei der Parlamentswahl in Marokko 2016 ihr Ergebnis deutlich auf 21 % der Stimmen steigern. Seither hält sie als zweitstärkste Fraktion 102 der 395 Sitze im Parlament.
Bereits 2017 ersuchte er um Ablösung von seinem Posten und wurde letztlich auf einem Parteitag am 26. Mai 2018 von Hakim Benchamach abgelöst.

## Liste der Parteivorsitzenden
- Mohamed Cheikh Biadillah (2009–2012)
- Mustapha Bakkoury (2012–2016)
- Ilyas El Omari (2016–2018)
- Hakim Benchamach (ab 2018)

## Wahlergebnisse
| Wahlergebnisse Nationalversammlung im Parlament (2008 – 2016) | Wahlergebnisse Nationalversammlung im Parlament (2008 – 2016) | Wahlergebnisse Nationalversammlung im Parlament (2008 – 2016) |
| Jahr                                                          | Stimmenanteil                                                 | Sitze                                                         |
| ------------------------------------------------------------- | ------------------------------------------------------------- | ------------------------------------------------------------- |
| 2011                                                          | 11,1 %                                                        | 47/395                                                        |
| 2016                                                          | 21,0 %                                                        | 102/395                                                       |